# Conor Sheary
Conor Sheary, född 8 juni 1992, är en amerikansk professionell ishockeyspelare som spelar för Pittsburgh Penguins i NHL. 
Han har tidigare spelat på NHL-nivå för Pittsburgh Penguins (2015-2018) och Buffalo Sabres (2018-2020) och på lägre nivå för Wilkes-Barre/Scranton Penguins i AHL och UMass Minutemen (University of Massachusetts Amherst) i NCAA.

## Klubblagskarriär

### NHL

#### Pittsburgh Penguins
Sheary blev aldrig draftad av någon NHL-organisation, men har ändå spelat 184 matcher för Pittsburgh Penguins över 3 säsonger, med 93 poäng varav 48 mål och 45 assist, som facit.

#### Buffalo Sabres
Den 27 juni 2018 blev han tradad till Buffalo Sabres tillsammans med Matt Hunwick, i utbyte mot ett villkorligt draftval i fjärde rundan 2019.
Pittsburgh Penguins
Den 24 februari 2020 blev Conor Sheary tillsammans med Evan Rodrigues tradad till sin före detta klubb Pittsburgh Penguins i utbyte mot tysk-tjeckiska forwarden Dominik Kahun.

## Statistik
| 2007–08     | Cushing Academy                | USHS        | 29  | 2  | 2  | 4   | —  | —  | —  | —  | —  | —  |
| 2008–09     | Cushing Academy                | USHS        | 31  | 16 | 27 | 43  | —  | —  | —  | —  | —  | —  |
| 2009–10     | Cushing Academy                | USHS        | 31  | 30 | 41 | 71  | —  | —  | —  | —  | —  | —  |
| 2010–11     | UMass Minutemen                | NCAA        | 34  | 6  | 8  | 14  | 12 | —  | —  | —  | —  | —  |
| 2011–12     | UMass Minutemen                | NCAA        | 36  | 12 | 23 | 35  | 10 | —  | —  | —  | —  | —  |
| 2012–13     | UMass Minutemen                | NCAA        | 34  | 11 | 16 | 27  | 29 | —  | —  | —  | —  | —  |
| 2013–14     | UMass Minutemen                | NCAA        | 34  | 9  | 19 | 28  | 2  | —  | —  | —  | —  | —  |
|             | Wilkes-Barre/Scranton Penguins | AHL         | 2   | 0  | 0  | 0   | 0  | 15 | 6  | 5  | 11 | 0  |
| 2014–15     | Wilkes-Barre/Scranton Penguins | AHL         | 58  | 20 | 25 | 45  | 8  | 8  | 5  | 7  | 12 | 2  |
| 2015–16     | Pittsburgh Penguins            | NHL         | 44  | 7  | 3  | 10  | 8  | 23 | 4  | 6  | 10 | 8  |
|             | Wilkes-Barre/Scranton Penguins | AHL         | 30  | 7  | 29 | 36  | 4  | —  | —  | —  | —  | —  |
| 2016–17     | Pittsburgh Penguins            | NHL         | 61  | 23 | 30 | 53  | 22 | 22 | 2  | 5  | 7  | 4  |
| 2017–18     | Pittsburgh Penguins            | NHL         | 79  | 18 | 12 | 30  | 10 | 12 | 0  | 2  | 2  | 2  |
| 2018–19     | Buffalo Sabres                 | NHL         | —   | —  | —  | —   | —  | —  | —  | —  | —  | —  |
| NHL totalt  | NHL totalt                     | NHL totalt  | 184 | 48 | 45 | 93  | 40 | 57 | 6  | 13 | 19 | 14 |
| AHL totalt  | AHL totalt                     | AHL totalt  | 90  | 27 | 54 | 81  | 12 | 23 | 11 | 12 | 23 | 2  |
| NCAA totalt | NCAA totalt                    | NCAA totalt | 138 | 38 | 66 | 104 | 53 | —  | —  | —  | —  | —  |